# Сојано дел Лаго
Сојано дел Лаго (итал. Soiano del Lago) је насеље у Италији у округу Бреша, региону Ломбардија.
Према процени из 2011. у насељу је живело 1605 становника. Насеље се налази на надморској висини од 197 м.

## Становништво
Према резултатима пописа становништва 2011. у општини је живело 1.785 становника.
| 1931. | 1936. | 1951. | 1961. | 1971. | 1981. | 1991. | 2001. | 2011. |
| ----- | ----- | ----- | ----- | ----- | ----- | ----- | ----- | ----- |
| 624   | 637   | 669   | 581   | 476   | 731   | 1.092 | 1.522 | 1.785 |